# Saudosismo

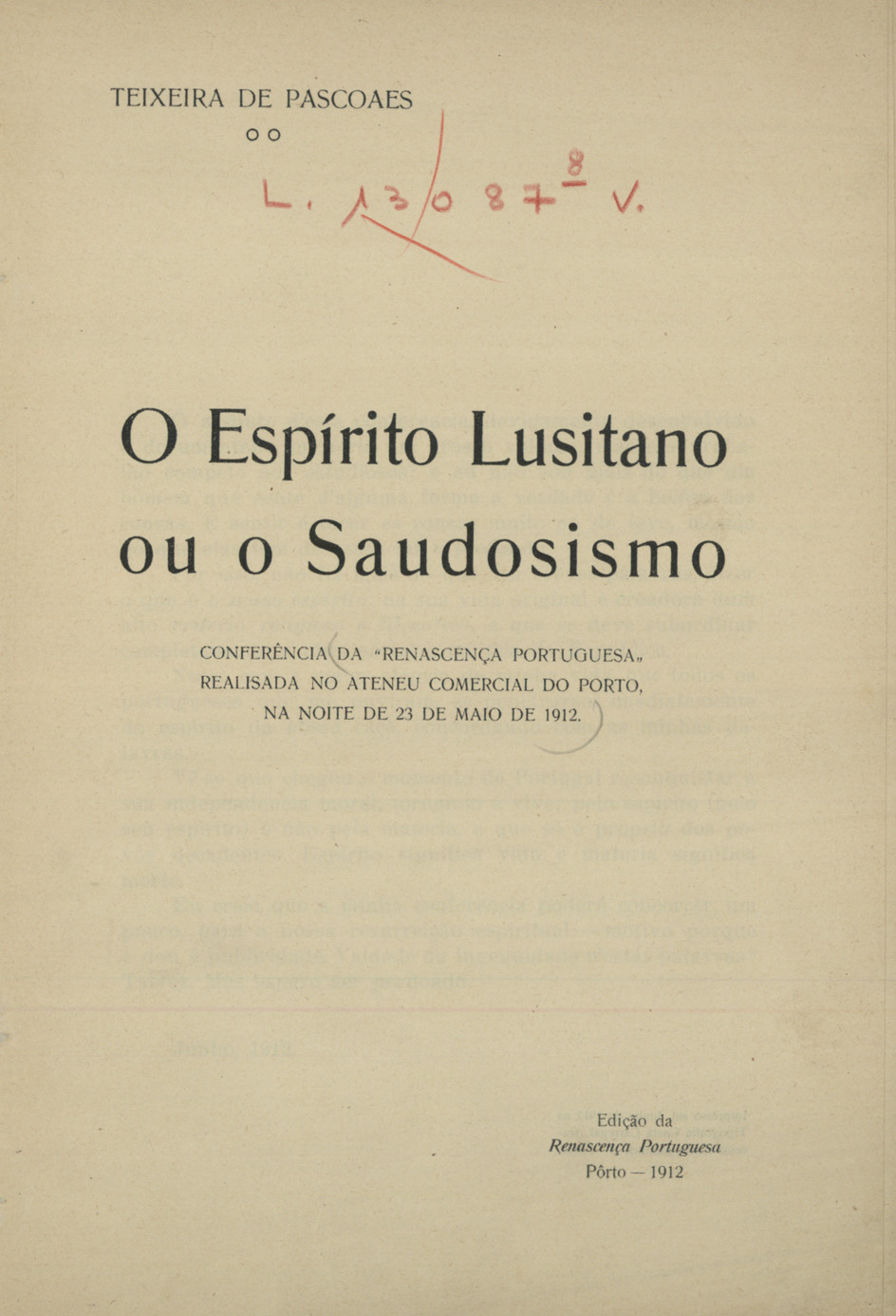
Frontespizio del libro di Teixeira de Pascoaes, O Espírito Lusitano ou o Saudosismo (Lo Spirito Lusitano o il Saudosismo, 1912), uno dei manifesti del Saudosismo

Il Saudosismo fu una tendenza culturale portoghese, che si affermò negli Anni 1910. Intimamente legato al movimento della Renascença Portuguesa e alla rivista A Águia, il Saudosismo ebbe in Teixeira de Pascoaes il suo mentore, nonché il suo scrittore e pensatore di riferimento.

## Contesto storico
Il Saudosismo nasce nel clima della decadenza nazionale, culturale, istituzionale, sociale e intellettuale che si percepiva in Portogallo all'inizio del Novecento, quella stessa decadenza il cui esito rivoluzionario fu, nel 1910, l'istituzione della Repubblica e la fine della Monarchia. La nazione lusitana, lontana dagli splendori dell'era dei Descobrimentos (XV e XVI secolo), si dibatteva tra convulsioni politiche interne da quasi un secolo, mentre a livello geopolitico aveva da poco subito l'umiliazione dell'Ultimatum Britannico del 1890.
In tale contesto, il poeta e pensatore Teixeira de Pascoaes si propose di rifondare la mentalità e la cultura portoghesi, per resuscitare la Patria attraverso la definizione e lo sviluppo di un'essenza (o anima) nazionale, che costituisse il nucleo ideale e allo stesso tempo l'àncora pratica della rinascita del Portogallo.
Il Saudosismo nasce quindi negli anni dell'affermarsi del repubblicanesimo in Portogallo e diventa, nei primi Anni 1910, la tendenza culturale di riferimento del movimento della Renasceça Portuguesa e della rivista A Águia, delle quali Pascoaes era uno dei protagonisti.

## Il pensiero saudosista
Secondo i saudosisti, l'essenza o anima nazionale portoghese è la Saudade. Si tratta di un sentimento complesso, imparentato con la nostalgia e la malinconia, tipico secondo Pascoaes della letteratura, del pensiero e della mentalità lusitani. La Saudade dei saudosisti è, tuttavia, più di un sentimento individuale o collettivo. Essa è l'universale e armonica sintesi tra dolore e ricordo, tra dolore e desiderio, quindi tra materia e spirito, tra immanente e trascendente, tra terra e cielo, tra paganesimo e cristianesimo, tra atavismi celtico-ariani e arabo-semiti. Ne consegue che, in quest'ottica, la Saudade si costituisce - e si rivela, in senso spiritualista attraverso la letteratura portoghese -, al tempo stesso come elemento tipico della Portoghesità e come dimensione ontologica universale, sia dell'essere umano, sia della natura, sia di Dio stesso. Si tratta di un pensiero che, anche attraverso la lirica, esprime e teorizza l'ansia e il desiderio di unità e di divinità che tutto l'Essere porta con sé nell'esistenza scissa e decaduta del mondo.
Tale Filosofia della Saudade è appunto il nocciolo del Saudosismo, che si afferma dunque come tendenza estetica, come filosofia, come prospettiva religioso-spirituale e come aspettativa messianica - dai chiari connotati sebastianisti - del Portogallo, in vista di una vaticinata Era Lusíada, sorta di nuova Età dell'Oro dello stesso Portogallo, la quale corrisponde, in varie interpretazioni saudosiste, a una sorta di nuova rivelazione (e quindi era o civiltà) universale. Tale coincidenza tra destino lusitano e destino universale ripropone il Portogallo e i portoghesi, nell'ottica saudosista, tra i protagonisti della civiltà umana, secoli dopo i gloriosi - e perduti - tempi dei Descobrimentos. Per questo, il Saudosismo costituì anche un pensiero dai risvolti politici e sociali nel contesto della Prima Repubblica Portoghese.

## Autori del Saudosismo
Oltre a Pascoaes, al Saudosismo parteciparono, in modo eterogeneo, molti altri poeti, pensatori, artisti e intellettuali portoghesi, tra i quali Jaime Cortesão, Leonardo Coimbra, António Carneiro, Afonso Duarte, Tomás da Fonseca, Irene Lisboa e Mário Beirão. Tale tendenza culturale, che taluni ricollegano al neoromanticismo, ebbe un importante ruolo anche nella formazione di Fernando Pessoa, all'inizio della sua carriera, quando questi collaborò con A Águia. Altro autore che si allontanò dal Saudosismo fu António Sérgio, il quale polemizzò con Pascoaes, poiché convinto che il Saudosismo stesse dando alla Renascença Portuguesa, dei quali entrambi facevano parte, un connotato passatista, deleterio.
Nella seconda parte del XX secolo e all'inizio del XXI secolo, il Saudosismo conserva ancora echi nell'opera di alcuni scrittori e pensatori portoghesi legati all'analisi del carattere nazionale e dei suoi tratti definenti. Tra gli autori dichiaratamente debitori del Saudosismo, vi sono alcuni filosofi del Movimento della Filosofia Portoghese.